# میوکی ماتسودا
 میوکی ماتسودا (انگلیسی: Miyuki Matsuda؛ زادهٔ ۶ اکتبر ۱۹۶۱) عکاس و هنرپیشهٔ اهل ژاپن است. از فیلم‌هایی که وی در آن نقش داشته است می‌توان به آزمون بازیگری (فیلم ۱۹۹۹) اشاره کرد.